# مغامرة في بلاد العجائب (فلم)
مغامرة في بلاد العجائب، والمعروف في اليابان والمملكة المتحدة باسم Birthday Wonderland (バースデー・ワンダーランド Bāsudē Wandārando)، وهو فيلم من رسوم يابانية يحكي عن سن بلوغ الرشد في خيال فيلم مغامرة من إخراج كييتشي هارا لعام 2019. حيث استند إلى قصة للأطفال في عام 1988 ("رحلة غريبة في الطابق السفلي") بقلم ساشيكو كاشيوابا. ومن نجوم الفيلم مايو ماتسوكا وآن واتانابي وكوميكو آسو. حيث صممت الشخصيات بواسطة ايليا كوفشينوف. وعرض لأول مرة في اليابان في 26 من أبريل 2019، وعرض في منافسة "مهرجان آنسي الدولي لأفلام الأنمي" في يونيو 2019. وكان هذا هو الفيلم الياباني الأخير الذي أصدر في عصر هيسي قبل خمسة أيام من الانتقال الإمبراطوري الياباني عام 2019.
عُرض الفيلم مترجماً ومدبلجاً بالعربية على تطبيق سبيستون غو في عام 2024 وبعد فترة قصيرة عًرض على قناة سبيستون.

## نظرة عامة
يحكي هذا العمل عن مغامرة فتاة تنقل إلى عالم آخر في يوم يهم الجميع ويسمى "عيد ميلاد".
العمل الأصلي من الفيلم هو أدب الأطفال "رحلة غامضة من الطابق السفلي" (كودانشا أويتوري بونكو) للكاتب ساشيكو كاشيوابا، والذي حقق تداولًا تراكميًا يزيد عن 500000 نسخة (اعتبارًا من 2019).
المخرج هو مقدم سلسلة "فيلم كرايون شين تشان"، و"كابا كو والعطلة الصيفية"، و"كريب ميرتل ~الآنسة هوكوساي~"، و"ملون". والذي كان من إخراج كييتشي هارا، الذي عمل في العديد من أفلام الأنمي، بما في ذلك "كييتشي هارا"، الذي فاز بأكثر من 35 جائزة سينمائية حول العالم.
كما وعين إيليا كوفوشينوف على أنه مصمم شخصيات وفنان تشكيلي كـ مواطن في روسيا. فلقد كان هارا مترددًا بشأن ما يجب أن يفعله كمصمم شخصيات.  حيث شاهد كتاب فني لكوبوسينوبو في إحدى المكتبات، وانجذب إلى لوحاته. وقال: "في البداية، كنت أنوي فقط تصميم الشخصية، ولكن في النهاية فعلت كل شيء بنفسي تقريبًا، بما في ذلك المشهد، والدعائم، والتصميمات الميكانيكية الخاصة بـ "العالم الآخر" وليكون المسؤول عليهم".
أما الممثل الصوتي فهي مايو ماتسوكا الذي أدت صوت الشخصية الرئيسية "أكاني"، والتي تذهب مع عمتها في رحلة فريدة. كما وعُين الممثلين في الفيلم ومن بينهم "كوميكو آسو" الذي لعب دور الكيميائي و"ماساتشيكا إيتشيمورا" الذي لعب دور أبقراط. حيث يتمتع ماتسوكا بخبرة في التمثيل الصوتي لـ فيلم الأنمي، ولكن هذه هي المرة الأولى التي يلعب فيها دور البطولة في "أنمي مسرحي". وهذه هي المرة الثانية التي يعمل فيها مع المخرج هارا، من بعد فيلم "هاجيماري نو ميتشي". أما أنزو فقد كانت مؤدية الدور الرئيسي في عمل هارا السابق، حيث افترض هارا أنها ستلعب الشخصية التي كتبها وأما الشريران فهما كيجي فوجيوارا وياجيما، اللذان يعرفان هارا منذ 27 عامًا فهما ممثلين صوتيين أصليين لـ الأنمي التلفزيوني "كرايون". حيث عينت أكيكو منتظمة للعمل الأصلي، ولقد ظهرت في جميع أفلام هارا السابقة، مما يمنحها الثقة المطلقة.
والأغنية الرئيسية فقد كانت أغنية أسترالية لكاتب غلاف أغنية "رينكا". فلقد كان موقع ميليت مسؤولاً عن أغنية "بلاد العجائب" والتي كانت لفرقة مصورة.
أُنتج هذا الفيلم من قبل المخرج هارا استجابةً لطلب "لجنة الإنتاج" بـ "جعله فيلمًا ترفيهيًا يمكن أن يستمتع به أكبر عدد ممكن من الناس." ولقد كان هذا هو أول عمل خيالي لهارا، ولكنه قال: "أنا شخصيًا ليس لدي اهتمام كبير بالفانتازيا لأنني أشعر أن هناك الكثير من الأعمال حيث الشخصيات ليس لديها إحساس بالواقع". وقال: "أهدف إلى إنشاء عمل تبرز فيه الشخصيات بشكل واضح في المسرحية، لذلك لا أريد الاعتماد كثيرًا على وجهات النظر العالمية الغامضة وقدرات الخيال". وأيضا قال: إنه أمر منعش لأنني شخص "ليس لديه اهتمام كبير بالخيال، وإن أردت أن يكون خيالًا"، وقال: "أردت أن يكون عملاً جديدًا يجعل الناس يعتقدون أنهم لم يروا عالمًا مثل هذا من قبل، بما في ذلك العالم والحيوانات التي تظهر وحياة الناس".
وفي مهرجان آنسي الدولي لأفلام الأنمي كان هناك فئة لمسابقة الأفلام الطويلة لعام 2019  حيث رشح بالفوز بها
كان هذا هو آخر فيلم ياباني أصدرته شركة "وارنر برذرز. اليابان" في عصر هيسي.

## الإلقاء الصوتي
- مايو ماتسوكا" بدور أكاني
- "آن واتانابي" بدور تشي
- "كوميكو آسو" بدور ميدوري
- "ناو توياما" بدور بيبو
- "كيجي فوجيوارا" بدور زان جو
- "أكيكو ياجيما" بدور دوروبو
- "ماساتشيكا إيشيمورا" بدور أبقراط

## التمثيل الصوتي باللغة الإنجليزية
- "ليزا ريمولد" في دور أكاني
- "أليجرا كلارك" في دور تشي
- "جاكي لاسترا" في دور بيبو
- "بن ليبلي" في دور زان جو
- "جينيفر لوسي" في دور دوروبو
- "زاك أجيلار" في دور الأمير
- "فرانك تودارو" في دور أبقراط

## الإصدار والاستقبال
أعطى مات شلي من اليابان تايمز 3 من أصل 5 نجوم للفيلم، مشيدًا بالرسوم المتحركة والمرئيات ولكنه اقترح أنه من بين عدد من أفلام الأنمي "التي تحاول إعادة خلق سحر ميازاكي". واختتم قائلاً: ""إن بلاد العجائب ليست الأولى، ومن المؤكد أنها لن تكون الأخيرة، التي تحاول الضغط على أزرار ميازاكي وعلى الرغم من نجاحها على السطح، إلا أنها تفتقر إلى جوهر عاطفي أعمق لصنع شيء ما" عجيب حقًا". حيث أنها عبارة عن سلسلة من قطعة ثابتة بدلاً من شيء يبني توترًا أو زخمًا دراميًا"، مع الشعور بأن "النهج الأقل تفصيلاً ربما حقق تأثيرًا عاطفيًا أكبر". ومع الإشارة إلى عيوب الفيلم كتب تووك من تحت التشابكات: "يمكنني أن أقدر الاتجاه الذي يخلق أحيانًا حدة وإلحاحًا حيث يجعلني أشعر بالقلق على الشخصيات والخيال الغزير الذي يذكرني بأنني أيضًا كان لدي خيال ذات يوم".
وكانت إصدارات الأقراص الأمريكية والكندية متاحة في 10 من يونيو 2024.

## روابط خارجية
- Warner Bros. site
- Eleven Arts site
- The Wonderland  في قاعدة بيانات الأفلام على الإنترنت (بالإنجليزية)
- The Wonderland في روتن توميتوز.
- The Wonderland (أنمي) في شبكة أخبار الأنمي